# Peer Gynt (2006)
Peer Gynt ist ein Fernsehfilm von Uwe Janson aus dem Jahr 2006. Er beruht auf dem gleichnamigen Drama von Henrik Ibsen.

## Handlung
Der junge Peer Gynt kehrt wieder einmal nach erfolgloser Arbeitssuche nach Hause zurück. Seine Mutter geht ihm bereits entgegen und er schildert ihr seine angeblichen Abenteuer. In seiner Phantasie sieht er sich als König und entflieht mit seinen Geschichten der Realität. Seine Mutter hätte gern gesehen, dass er Ingrid geheiratet hätte, mit deren Mitgift sie gut versorgt wären, doch Ingrid ist Mads versprochen und wird diesen schon am nächsten Tag heiraten.
Während Peer wieder einmal im Gras liegend in seine Gedankenwelt entflieht, wird er von den anderen des Dorfes ausgelacht. Sie warnen ihn, zu Ingrids Hochzeitsfest zu erscheinen, bei dem das ganze Dorf mitfeiert. Doch er kümmert sich nicht darum und trifft dort auf Solvejg, die ihm sehr gefällt, doch sie wendet sich zunächst von ihm ab. So entführt er die Braut Ingrid und zieht sich damit den Zorn des Bräutigams und der übrigen Dorfjugend zu. Er verbringt die Nacht mit Ingrid und schickt sie dann zurück zu Mads, der bereits mit Aslak auf der Suche nach ihr ist. So flieht Peer mit einem Boot und ist stolz auf seine Tat, während das ganze Dorf wütend auf ihn ist und er sich vorerst nicht dorthin zurückwagt.
Solvejg trifft auf Peers Mutter, die in den höchsten Tönen von ihrem Sohn schwärmt. Peer begibt sich jedoch wieder in seine Traumwelt und trifft dort auf den Knopfgießer, eine Figur aus den Träumen seiner Kinderzeit, die nun als Bote des Bösen versucht, ihn und seine Seele zu verführen. Der Knopfgießer treibt Peer in die Arme dreier liebeshungriger junger Mädchen, doch er entkommt der Versuchung, indem er ins Meer springt. Eine junge Frau (die Grüne) fischt ihn heraus und zieht ihn in ihr Boot. Während er mit ihr Zukunftspläne schmiedet, erscheint ihr Vater (Der Kapitän) und schließt einen Vertrag mit Peer: Wenn er ihre Lebensart übernehmen will, darf er König sein. Die ganze Schiffsbesatzung feiert daraufhin ausgelassen, doch soll er nun auch die Königstochter heiraten. Die Tatsache, dass er sie begehrt, würde ihn dazu verpflichten. Doch Peer verweigert sich und wird vom König und der Mannschaft verstoßen. In dieser Notlage hilft ihm der Knopfgießer. Auch Solvejg erscheint, und Peer ist glücklich, dass sie bei ihm bleiben will. Doch plötzlich taucht die Königstochter wieder auf und präsentiert ihm ihren Sohn, dessen Vater er sei. Von Gewissensbissen geplagt, erklärt Peer Solvejg, dass er weg müsse. Sie lässt ihn ziehen, will aber auf ihn warten. Ziellos jagt Peer durchs Land und gerät an die nächste Frau in seiner Phantasie, Anitra. Auch sie hat ein Boot, das aber gänzlich auf dem Trockenen liegt. Sie meint, er sei ihr Prophet, und Peer gibt sich ihr hin. Er will mit ihr ins Paradies fahren, doch sie gesteht ihm, dass sie keine Seele hat. So zieht auch sie ihrer Wege, und Peer ist wieder allein. Er kehrt zu seiner Mutter zurück, die ihn voller Freude empfängt, ihm aber dann mitteilt, sie habe nur noch kurze Zeit zu leben. Davon will Peer nichts wissen, er nimmt die Mutter mit auf eine Reise in seine Traumwelt. Für kurze Zeit ist seine Mutter glücklich, dann stirbt sie in seinen Armen, und er bestattet sie im Meer. Erneut begegnet er dem Knopfgießer, der ihm rät, ebenfalls aus der Welt zu scheiden; schließlich sei er ohnehin nie er selbst gewesen. Doch Peer leugnet dies und nimmt den Weg zurück durch seine Traumwelt, um dem Knopfgießer zu beweisen, dass er sehr wohl immer er selbst gewesen sei. Er trifft den Kapitän, der gerade im Sterben liegt und ihm kein Zeugnis mehr ausstellen kann. Sogleich erscheint der Knopfgießer, um Peers Seele zu fordern. Da erinnert sich dieser an Solvejg, die noch immer auf ihn wartet. Beide gehen aufeinander zu und sind glücklich, sich wiedergefunden zu haben.

## Produktionsnotizen
Peer Gynt wurde bei Peenemünde in Mecklenburg-Vorpommern gedreht. Der Film hatte am 13. Dezember 2006 in Deutschland und Frankreich Premiere.

## Kritik
„Auf Kinolänge verdichtete Version eines zweiteiligen Fernsehfilms nach dem aus einem norwegischen Volksmärchen entstandenen Theaterstück. Trotz namhafter Darsteller und unverkennbarer inszenatorischer Ambitionen enttäuscht der Film, weil er die Tiefe des Stücks dem Charme des Verfalls opfert und die emotionalen Abgründe mehr behauptet als nachvollziehbar macht.“

„Regisseur und Drehbuchautor Uwe Janson präsentiert mit dem Ibsen-Klassiker nach Brechts ‚Baal‘ und Wedekinds ‚Lulu‘ erneut die Verfilmung eines Theaterstücks. Diesmal drehte er jedoch nicht auf der Bühne, sondern vornehmlich im freien, hier auf der Insel Usedom. Mit starken Darstellern – allen voran Robert Stadlober als ‚Faust des Nordens‘ - und verkürztem Inhalt (das Theaterstück dauert etwa vier Stunden) beschränkt sich Janson auf die großen Themen ‚Sinn des Lebens‘, ‚Liebe‘ und ‚Tod‘ und bricht dabei die Tragik oft mit humorvollen Szenen.“